# Mot (mythologie)
Mot was onder de Feniciërs (een volk of volken dat in de oudheid in het huidige Libanon leefde) de god van de dood en van droogte. Anat, de onstuimige godin van oorlog en liefde en tevens zuster van Baäl, hielp haar broer in de strijd tegen Mot. 
Ooit had Baäl Mot beledigd door te zeggen dat hij zijn gezag niet meer zal erkennen. Ook dreef hij Mot weg naar de woestenij en weerde hem overal waar planten groeiden.
Mot reageerde op deze beledigingen door Baäl te ontvangen in de onderwereld. Toen Baäl was gearriveerd in het huis van Mot gaf hij Baäl modder, het eten van de doden, voorgeschoteld waardoor Baäl stierf. 
El en de meeste andere goden waren bedroefd toen ze het nieuws te horen kregen. Ze trokken rouwkleren aan, strooiden as op hun hoofd en brachten zichzelf verwondingen toe. Anat was echter woedend en ging naar het huis van Mot, waar ze Mot dwong om haar man weer tot leven te wekken. Toen Mot weigerde werd Anat zo boos dat zij hem aanviel en doodde, waardoor Baäl weer kon herleven.